# Dulcitius (opera)
Dulcitius je opera o jednom dějství a čtrnácti obrazech českého skladatele Jana Nováka. Vznikla v roce 1974 na libreto, které si skladatel jen drobně upravil ze stejnojmenného latinského duchovního dramatu středověké básnířky Roswithy (Hrotsvity) z Gandersheimu. Premiéru měla až 6. října 1990 v Zemském divadle v Brně.

## Vznik a charakteristika opery
Dulcitius je nejpopulárnější ze šesti duchovních dramat, která Roswitha z Gandersheimu napsala s úmyslem vytlačit z klášterní četby komedie Terentiovy. Jejím námětem je pronásledování a umučení tří světic z doby císaře Diocletiana, totiž sester Agape, Chionie a Ireny; vedle vážných obrazů však tato hra obsahuje řadu žertovných momentů.

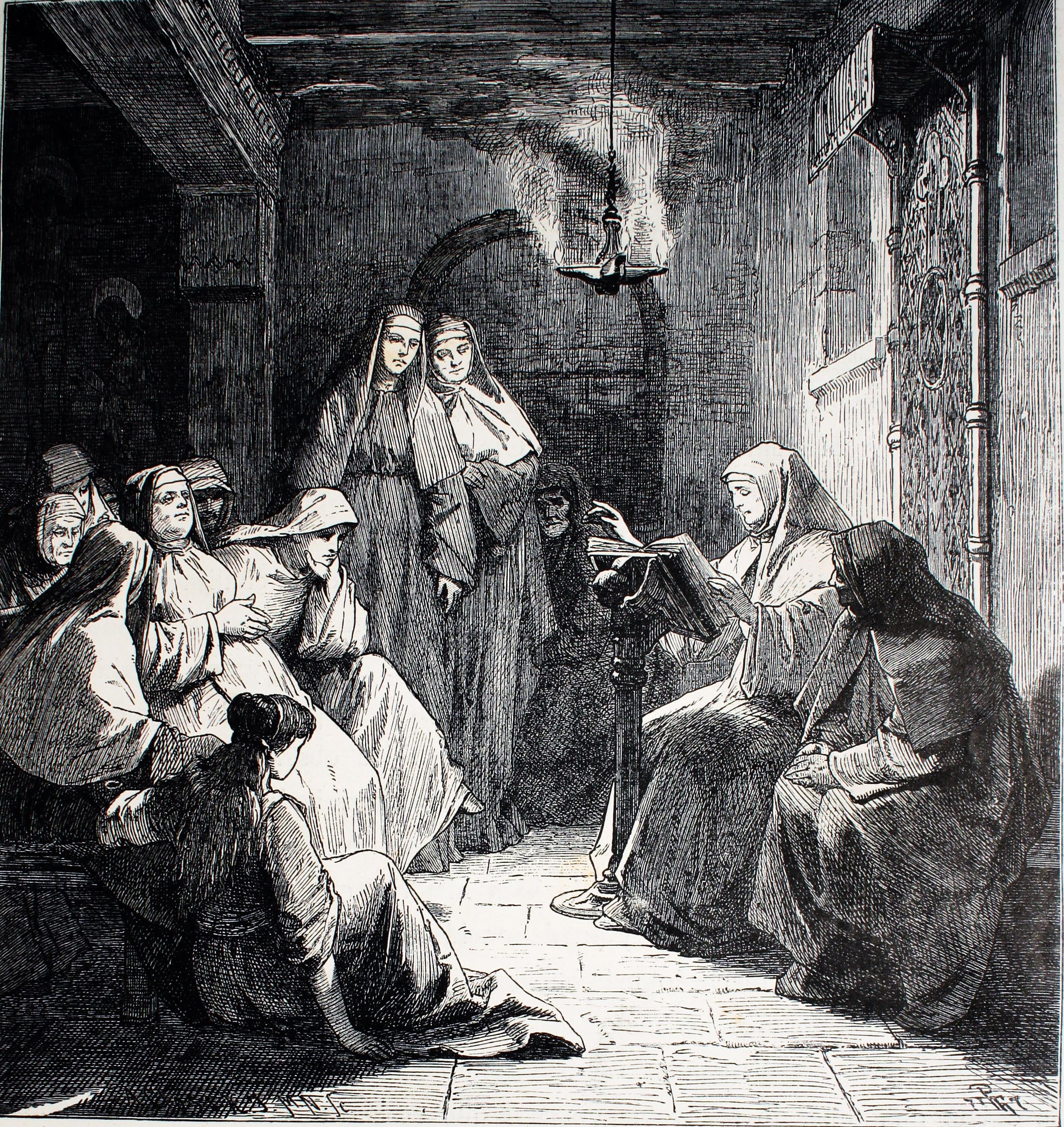
Roswitha předčítá své komedie jeptiškám v Gandersheimu. Ilustrace Juana Scherra z roku 1882

Skladatel Jan Novák se od 50. let 20. století nadšeně věnoval latinskému jazyku, psal latinské básně a velká většina jeho vokální tvorby je na latinské (antické, středověké i novodobé) texty. Po invazi vojsk Varšavské smlouvy do Československa odešel do emigrace, a to nejprve do italského Rovereta, kde roku 1971 založil amatérský sbor věnující se latinskému zpěvu „Voces latinae“. Pro tento sbor psal různé skladby a roku 1973 rovněž první verzi hudební adaptace dramatu Dulcitius, tehdy ještě v podobě mluvené hry s dopsanými sbory pro latinské slavnosti v Roveretu. Tu provedl sbor roku 1973 úspěšně v Římě a v únoru roku 1974 části z ní i ve Vatikánu (papež Pavel VI. se koncertu neúčastnil, přijal však členy sboru k soukromé audienci).
V průběhu roku 1974 pak Novák tuto verzi Dulcitia přepracoval na svou jedinou operu. Skladateli Evženu Zámečníkovi 20. července psal: „Ta moje opera (dodělám-li to vůbec) je totožná s tou středověkou hrou, abych ukojil Tvou zvědavost. Je tam samozřejmě politický pronásledování (oni tomu tenkrát říkali náboženství), ale je to humorný a upalujeme se tam s úsměvem na rtech a zpíváme při tom písně moravské pohody.“ Jan Novák jí dal podtitul „fabula sacra non tamen iniucunda quam conscripsit Rosvita Monacha Gandersheimensis (CMLXX …) et modis musicis ornavit Ianus Novacus Moravus MCMLXXIV“ (příběh posvátný, ale ne nezábavný, který sepsala Roswitha, jeptiška ganderheimská (970 …) a zhudebnil Jan Novák Moravský 1974). Trvá zhruba hodinu.
V této podobě však byla opera pro sbor příliš náročná. Premiéra Dulcitia se proto konala až po Novákově smrti a pádu komunismu v Československu. Uvedlo ji Zemské divadlo v Brně společně s premiérou Novákova zpívaného baletu Aisopeia. Premiéru opery rovněž přenášela Československá televize.

## Osoby a první obsazení
| osoba            | hlasový obor     | premiéra (6. října 1990) |
| ---------------- | ---------------- | ------------------------ |
| Dulcitius        | tenor            | Břetislav Vojkůvka       |
| Žena Dulcitiova  | mezzosoprán      | Anna Barová              |
| Agape            | soprán           | Magdalena Kloboučková    |
| Chionia          | mezzosoprán      | Hana Kobzová             |
| Hirena           | soprán           | Jaroslava Janská         |
| Diocletianus     | tenor            | Milan Horský             |
| Sisinnius        | bas              | Richard Novák            |
| První voják      | baryton          | Vladimír Chmelo          |
| Druhý voják      | bas              | Jiří Sulženko            |
| První stráž      | tenor            | Josef Škrobánek          |
| Druhá stráž      | bas              | Josef Klán               |
| Dirigent:        | Dirigent:        | Jiří Pinkas              |
| Režie:           | Režie:           | Alena Vaňáková-Dopitová  |
| Scéna a kostýmy: | Scéna a kostýmy: | Alois Mikulka            |

## Děj opery

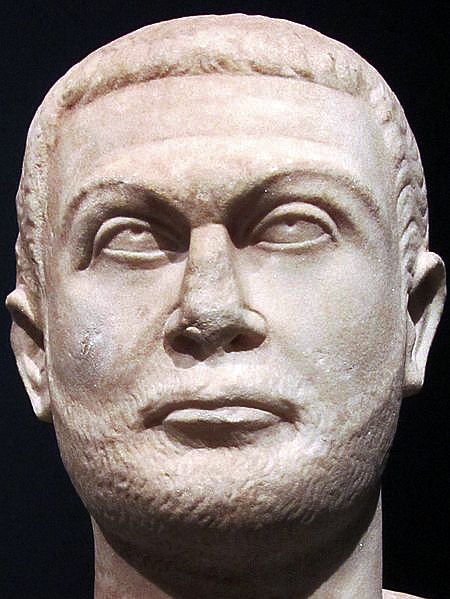
Hlava císaře Diocletiana, soudobá socha

Odehrává se v Soluni za vlády císaře Diocletiana.
(Prolog) Všichni herci na scéně deklamují obsah opery „Umučení svatých panen Agape, Chionie a Hireny“.
(I. obraz – Diocletianova trůnní síň) Císař Diocletianus přesvědčuje urozené panny Agape, Chionii a Hirenu, aby obětovaly římským bohům a mohly tak být uvedeny ke dvoru. Ale tyto sestry, věrné křesťanky, odmítají a zesměšňují císařovo náboženství. Diocletianus se rozlítí a dává je uvrhnout do vězení, kde je má vyslechnout guvernér Dulcitius.
(II. obraz – Před vězením) Vojáci předvádějí vězeňkyně před Dulcitia. V tom dívky vzbuzují žádost a chce je svést, i když vojáci o jeho úspěchu pochybují. Dívky jsou místo do vězení zavřeny do sklepní komory poblíž skladiště hrnců a pánví, kde je bude Dulcitius moci často navštěvovat.
(III. obraz – Noc, před novým vězením panen) Dulcitius s vojáky se blíží ke sklepení. Je slyšet, jak dívky zpívají křesťanské hymny. Dulcitius posílá vojáky zpět a sám se vydává za vězeňkyněmi.
(IV. obraz – Kobka panen) Ze zpěvu vyruší dívky lomoz. Škvírou ve dveřích se dívají do chodby a vidí, jak Dulcitius v poblouznění objímá a líbá hrnce a pánve, až je celý začerněný. Dívky se mu smějí, že vypadá jako černoch nebo ďábel.
(V. obraz – Před novým vězením panen) Umouněný Dulcitius se vrací k vojákům, ale ti se jeho zjevu leknou a rozprchnou se.
(VI. obraz – Na schodech císařského paláce) Dulcitius se domáhá přístupu k císaři, ale stráže „ukoptěnou nestvůru“ zbijí a vyhodí.
(VII. obraz – Na ulici nedaleko) Blíží se Dulcitiova choť se služebnictvem a lamentuje, že se její muž zesměšnil na veřejnosti. Teprve teď Dulcitiovo omámení opadne. Zuřivý guvernér slibuje křesťanským pannám pomstu a zostuzení: mají být předvedeny na náměstí a svlečeny do naha.
(VIII. obraz – Na veřejném prostranství) Vojáci se pokoušejí dívkám svléci oděvy, ale ty jim tak těsně lnou k tělu, že jejich obnažení je nemožné. Pověřuje jejich mučením a popravou Sisinnia.
(IX. obraz – Diocletianova trůnní síň) Diocletianus je pohoršen Dulcitiovou pohanou.

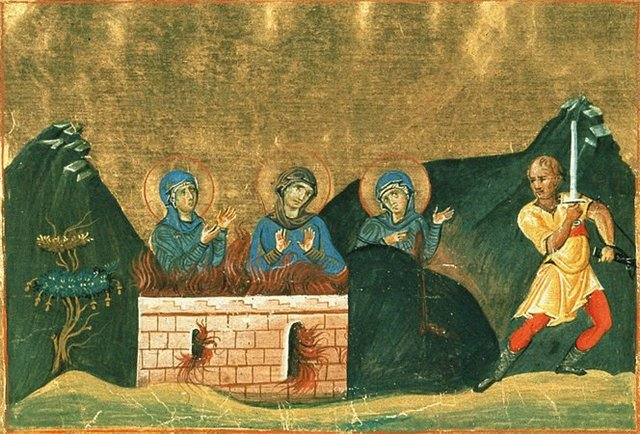
Agape a Chionia jsou upáleny, zatímco Hirena je zabita na hoře. Iluminace z Menologia Basilia II., 11. století

(X. obraz – Před vězením) Vojáci předvádějí tři křesťanky před Sisinnia. Ten dává oddělit nejmladší z nich, Hirenu, o níž se domnívá, že bude ovlivnitelnější než její sestry. Pak se snaží pohrůžkami přesvědčit Agape a Chionii, aby obětovaly bohům, ale když odmítají, odsuzuje je k smrti na hranici. Dívky se nezdráhají ji podstoupit. V ohni vypustí duši, ale jejich těla zůstanou plameny nedotčena. Vojáci žasnou nad zázrakem.
(XI. obraz – Tamtéž) Sisinnius nyní vyhrožuje Hireně: pokud se nepodvolí, nečeká ji smrt jako její sestry, ale bude uvržena do nevěstince, a nepředstoupí tedy před Boha jako panna. Hirena se nebojí, neboť vynucený styk se nepočítá: kde není souhlas, není hřích. Vojáci ji odvádějí, ale Hirena prorokuje, že ji na místo určení nedovedou.
(XII. obraz – Před Sisinniovým domem) Sisinnius, je překvapen, jak rychle se vojáci vracejí. Neodvedli nakonec Hirenu do nevěstince; zastavili je totiž dva přepychově odění muži a tvrdili jim, že je poslal Sisinnuis, aby Hirenu místo toho odvedli na úpatí hory. Pak je poslali zpět za Sisinniem. Ten ihned vyráží, aby se dívky opět zmocnil.
(XIII. obraz – Pod horou) Sisinnius a vojáci našli Hirenu na vrcholku hory, ale teď v začarování bloudí okolo hory do úmoru. Nakonec Sisinnius nařídí jednomu z vojáků, aby proklál Hirenu šípem. Hirena si na toto zacházení stěžuje, ale pak umírá s vírou, že ji čeká mučednický věnec, zatímco Sisinnius skončí v pekle.